# Pseudotriton
Pseudotriton é um género de anfíbios caudados pertencente à família Plethodontidae.

## Espécies
Estão descritas as seguintes espécies:
- Pseudotriton diastictus Bishop, 1941
- Pseudotriton montanus Baird, 1850
- Pseudotriton ruber (Sonnini de Manoncourt & Latreille, 1801)